# Mo Ostin
Mo Ostin (Nacido Morris Meyer Ostrofsky, New York, 27 de marzo de 1927 - 31 de julio de 2022) fue un ejecutivo discográfico estadounidense que trabajó para varias compañías, entre ellas Verve, Reprise Records, Warner Bros. Records y DreamWorks. Fue presentado en el Salón de la Fama del Rock and Roll en 2003 por Paul Simon, Neil Young y Lorne Michaels.

## Carrera
Ostin comenzó su carrera a mediados de la década de 1950 en Clef Records, compañía que pronto pasaría a llamarse Verve, donde estuvo involucrado con Jazz At The Philharmonic, una operación mundial de promoción de conciertos que proporcionó una plataforma de actuación en vivo para las estrellas de la gira. Frank Sinatra intentó comprar Verve pero la compañía finalmente fue vendida a MGM Records. Según los informes, los artistas y el estilo de gestión de la compañía impresionaron tanto a Sinatra que formó su propia discográfica, Reprise Records, en 1960 y contrató a Ostin para dirigirla. En 1963, Reprise unió fuerzas con Warner Bros.
Ostin pasó 32 años en Warner/Reprise. Jugó un papel decisivo en la adquisición de la etiqueta independiente de Elektra por parte de Warner Communications, así como en la formación posterior de WEA Corporation y WEA International. Reconocido como un titán de la industria, se desempeñó como presidente de la Recording Industry Association of America por un período de dos años. Un graduado de la UCLA, Ostin y su esposa Evelyn desempeñaron un papel fundamental en el establecimiento del Centro de Música Evelyn y Mo Ostin de la universidad.
El ejecutivo discográfico falleció el 31 de julio de 2022, a los noventa y cinco años.